# 尹承蓬
尹承蓬，(1954年—)，中華民國交通界人物，專攻主要在海運、以及路政領域，非民用航空系統界出身。籍貫山東肥城石横鎮人。國立交通大學運輸研究所碩士，曾任中華民國交通部路政司司長、交通部航政司司長、交通部民航局局長，2013年2月22日，接任桃園國際機場公司第三任董事長。